# رياضة هوائية
يضم مصطلح رياضة هوائية أو الرياضة الجويّة نطاقاً من الأنشطة كـ:
- الاستعراضات الجوية
- المنطدة
- سباق الطائرات بدون طيار
- الطيران الشراعي
- الطيران الشراعي المعلق
- الهبوط بالمظلات
- الطيران المظلي الرياضات المدرجة أعلاه تتم إدارتها عالمياً من قبل الاتحاد العالمي للرياضات الجوية (Fédération Aéronautique Internationale)، وقد تتم إداراتها على المستوى المحلي من قبل أندية هوائية.[1][2][3]

## تشكل الرياضات الهوائية/ الجويّة

### القفز المظلي
الهبوط بالمظلات وكان أول من هبط بالمظلة من باريس واسمه آندريه جاكوب جانيرين "André-Jacques Garnerin" حيثُ قفز من منطاد من ارتفاع تقريبا 3200 قدم أي تقريباً 600 متر، وقد وثق ذلك الفنان ليوناردو دافنشي في كتاباته، وكان آندريه هو أول من صمم وجرّب في ذلك الوقت القفز بالمظلة -البراشوت- كان مقتنعاً أنه يمك استخدام مقاومة الهواء لانقاذ شخص قد يقفز من السجن خلال الثورة الفرنسية 
القفز المظلي صار يستخدم في الحروب للقفز من مسافة إلى مسافة قصيرة وللاستعراض، من ثمّ وبعد تطوّر الطائرات تطورت معها الرياضة لتصير بدلاً من قفز صارت سباحة في الجو من مسافات مرتفعة جداً بحيث يمكن أن يلهوا القافز كيفما يريد بعد الأخذ بارشادات الأمان والسلامة  وهو ما يعرف الآن بالSky diving الغوص في السماء وصارت له أندية خاصة وهواة مثل نادي Sky diving Jordan
وقد حطم النمساوي فيليكس بومغارتنر الرقم القياسي في القفز المظلي 39 كيلومترا فوق نيومكسيكو، محطما الرقم القياسي لأعلى قفزة على الإطلاق حتى الآن. وكان قفزاً من فوق الغلاف الجوي للكرة الأرضية وبلغت سرغته 1324 كيلومتراً في الساعة فاخترق بهذا حاجز الصوت 

### تأسيس الاتحاد الدولي للرياضة الجوية
تأسس الاتحاد الدولي للرياضات الجوية في 14 أكتوبر 1905 ومقره في لوزان، سويسرا  ويتضمن أرشيفاً لكل الأنشطة الجوية، رياضة المظلات، وقفز المظلات، وقيادة الطائرة بدون طيار، وأول قفز مظلي سجلته هو قفزة سيدة فرنسية اسمها مونيك لاروش، وسجلت أعلى قفزة مع تأخير فتح المظلة من ارتفاع 4235 وسقوط حر 3266. وبدأت الألعاب العالمية للرياضة الجوية في تركيا 1997، من ثمّ اسبانيا في عام 2001 وايطاليا 2009 ودبي، الإمارات 2015 وأصبح الكثير من الرياضيون يتسابقون لأجل لقب بطل FAI وهو مختصر للاتحاد الدولي للرياضة الجويّة. وانضم الاتحاد الدولي للرياضات الجوية إلى الألعاب الأولمبية بعد قبول من المجتمع الأولمبي الدولي (IOC) وكان بعد انتظام تنظيم المسابقات وزيادة محبي هذه الرياضات وتنظيمها في مئة دولة مختلفة. يتضمن الاتحاد الدولي للرياضات الجوية رياضات مختلفة الكثير من الأفرع ذات الصلة بها:
1. الأكروبات
2. تصميم الطائرات (بما في ذلك الطائرات بدون طيار)
3. الطائرات التجريبية المصنعة من قبل الهواة
4. سجلات رواد الفضاء
5. ألعاب النفخ
6. بيئة
7. الطيران العام
8. مزلق
9. القفز المظلي والطيران المظلي
10. الطبية
11. Microlights و Paramotors
12. مروحية

#### أهداف تعليمية لاتحاد الرياضات الجوية
تتضمن أنشطة FAI وضع قواعد للتحكم في سجلات الطيران والملاحة الفضائية العالمية وإصدار الشهادات لها. تضع FAI لوائح الأحداث الرياضية الجوية التي تنظمها الدول الأعضاء في جميع أنحاء العالم. تعمل FAI أيضًا على تعزيز المهارات والكفاءة والسلامة في مجال الطيران. تمنح FAI الميداليات والدبلومات والجوائز الأخرى لأولئك الذين ساهموا في تحقيق هذه الأهداف وكذلك للعمل المنجز في ترميم الطائرات القديمة.
لتحقيق هذه الأهداف، تجمع FAI بين الأشخاص الذين يشاركون في الرياضات الجوية من جميع أنحاء العالم. يتشاركون متعة الطيران الشراعي، وإثارة القفز بالمظلات والمناطيد، ومتعة الطيران بالميكروليت وممارسة مهارتهم في الأكروبات.
في إطار FAI، لكل رياضة جوية لجنة دولية مسؤولة عن وضع قواعد المسابقات والتي تشرف بشكل عام على أنشطة رياضتها الجوية الخاصة.
يتم إجراء جميع مسابقات FAI والبطولات وأنشطة إعداد السجلات تحت إشراف لجان FAI Air Sport.
تتم متابعة اللوائح أو القواعد أو التوصيات التي قبلتها اللجان خلال اجتماعاتها السنوية من قبل المندوبين أنفسهم على المستوى الوطني ومع الدول الأعضاء التي تحتاج إلى المساعدة في تطوير رياضاتها الجوية 

### تأسيس الاتحاد المصري للمظلات والرياضات الجوية:
- في بداية الثمانينات بدأت فكرة إنشاء الاتحاد المصري للقفز بالمظلات، فقد تقدمت وحدات المظلات في ذلك الوقت بطلب إلي السيد المشير أبو غزاله وزير الدفاع للتصديق علي نشر رياضة القفز بالمظلات علي المستوي المدني.
- وبدأ عقد أول فرقة للقفز بالمظلات للشباب المدني عام 1985و تلاها فرقة 2، 3، 4 أعوام 85 و 86 و 87 .
- وفي عام 1988 وبالتحديد في 17 مارس 1988 تحت رقم (1) لسنة 1988 تم إشهار الاتحاد المصري للقفز بالمظلات من المجلس الأعلي للشباب والرياضة في ذلك الوقت (وزارة الدولة للرياضة حاليا) حيث أن عمر الاتحاد الآن ربع قرن وكان الفضل لانشاء واشهار هذا الاتحاد نخبة من رجال المظلات منهم (اللواء / محمود عبد الله – اللواء مصطفي الأحمدي – اللواء / كاظم سلام).
و للقفز بالمظلات أنواع:
فهناك القفز الفورى بالمظلات - القفز الحر بالمظلات - القفز بالماء – العروض – التشابك بالمظلات – التشابك بالأيدي - .........إلخ).[وصلة مكسورة]عن الاتحاد المصرى للمظلات والرياضات الجويةhttp://www.egyptairsportsfederation.org/

### فوائد الرياضة الهوائية للصحة:[10]
يمكن أن تساعدك التمارين الهوائية أن تكون بصحة أفضل في كل الجوانب الصحية كما سيتضح من خلال النقاط التالية:
1. الوقاية من زيادة الوزن، مع اتباع نظام غذائي صحي، في فقدان الوزن والوقاية من اكتسابه مرة أخرى.
2. زيادة القدرة على التحمل والقوة مع مرور الوقت
3. الوقاية من الأمراض الفيروسية، والذي قد يجعلك أقل عرضة للأمراض الفيروسية البسيطة، مثل نزلات البرد والإنفلونزا.
4. تقوية عضلة القلب بكفاءة أكبر
5. إبقاء الشرايين صافية، حيث تعزز تواجد البروتين الدهني عالي الكثافة (HDL) أي الكوليسترول «المفيد»، وتقلل البروتين الدهني منخفض الكثافة (LDL) أي الكوليسترول «الضار».
6. إدارة الأمراض المزمنة ، فقد تساعد التمارين الهوائية في خفض ضغط الدم والسيطرة على سكر الدم. يمكنها أن تقلل الوظائف وتحسِّنها في المرضى المصابين بالتهاب المفاصل. كما يمكنها أيضًا أن تحسِّن جودة الحياة واللياقة البدنية في المصابين بالسرطان. كما أنها قد تساعد بمرض الشريان التاجي.
7. تعزيز الحالة المزاجية
8. الحفاظ على الحالة النفسية جيدة من الأمراض النفسية مثل القلق والتوتر العصبى
9. تحافظ على نشاطك البدنى وقوة العضلات كلما تقدم بك العمر حيث أنها تحافظ على الذهن يقظًا. فيمكن للنشاط البدني المنتظم أن يساعد على حماية الذاكرة والتفكير المنطقي وإصدار الحكم ومهارات التفكير (الوظيفة الإدراكية) لدى البالغين كبار السن. ويمكنها أيضًا أن تحسِّن الوظيفة الإدراكية في الأطفال والبالغين صغار السن. ويمكن أن تساعد على الوقاية من بدء الخرف وتحسين الإدراك في المرضى المصابين به وبالتالى العيش عمرا أطول.